# Paradeutella laevis
Paradeutella laevis is een vlokreeftensoort uit de familie van de Caprellidae. De wetenschappelijke naam van de soort is voor het eerst geldig gepubliceerd in 1903 door Mayer.